# American Hockey League 1974-1975
La stagione 1974-1975 è stata la 39ª edizione della American Hockey League, la più importante lega minore nordamericana di hockey su ghiaccio. I New Haven Nighthawks sconfissero i Syracuse Eagles in uno spareggio valido per l'ultimo posto dei playoff. La stagione vide al via dieci formazioni e al termine dei playoff gli Springfield Indians conquistarono la loro quinta Calder Cup sconfiggendo i New Haven Nighthawks 4-1.

## Modifiche
- I Boston Braves sospesero le proprie attività.
- I Jacksonville Barons cessarono le proprie attività e cedettero la loro licenza a un gruppo di Syracuse.
- Proprio a Syracuse nacquero i Syracuse Eagles, formazione della South Division.
- I Cincinnati Swords vennero sciolti a causa della nascita dei Cincinnati Stingers, squadra della World Hockey Association.
- Nel gennaio del 1975 gli Springfield Kings ritornarono al loro nome originale, Springfield Indians.
- Il 23 gennaio 1975 i Baltimore Clippers interruppero il campionato per l'arrivo dei Baltimore Blades nella WHA.

## Stagione regolare

### Classifiche
North Division
|  | Pos. | Squadra               | Pt | G  | V  | S  | N  | GF  | GS  | DR  |
|  | ---- | --------------------- | -- | -- | -- | -- | -- | --- | --- | --- |
|  | 1.   | Providence Reds       | 98 | 76 | 43 | 21 | 12 | 317 | 263 | +54 |
|  | 2.   | Rochester Americans   | 93 | 76 | 42 | 25 | 9  | 317 | 243 | +74 |
|  | 3.   | Nova Scotia Voyageurs | 89 | 75 | 40 | 26 | 9  | 270 | 227 | +43 |
|  | 4.   | Springfield Indians   | 78 | 75 | 33 | 30 | 12 | 299 | 256 | +43 |
|  | 5.   | New Haven Nighthawks  | 71 | 76 | 30 | 35 | 11 | 282 | 302 | -20 |

South Division
|  | Pos. | Squadra            | Pt | G  | V  | S  | N  | GF  | GS  | DR  |
|  | ---- | ------------------ | -- | -- | -- | -- | -- | --- | --- | --- |
|  | 1.   | Virginia Wings     | 75 | 75 | 31 | 31 | 13 | 254 | 250 | +4  |
|  | 2.   | Richmond Robins    | 65 | 75 | 29 | 39 | 7  | 261 | 293 | -32 |
|  | 3.   | Hershey Bears      | 64 | 75 | 27 | 38 | 10 | 259 | 303 | -44 |
|  | 4.   | Syracuse Eagles    | 53 | 75 | 21 | 43 | 11 | 254 | 332 | -78 |
|  | 5.   | Baltimore Clippers | 38 | 46 | 14 | 22 | 10 | 136 | 180 | -44 |

Legenda:

      Ammesse ai Playoff
      Ritirata a stagione in corso
Note:

Due punti a vittoria, un punto a pareggio, zero a sconfitta.

### Statistiche
Classifica marcatori
| Giocatore        | Squadra               | PG | Gol | Assist | Punti |
| ---------------- | --------------------- | -- | --- | ------ | ----- |
| Doug Gibson      | Rochester Americans   | 75 | 44  | 72     | 116   |
| Pete Sullivan    | Nova Scotia Voyageurs | 75 | 44  | 60     | 104   |
| Tom Cassidy      | Springfield Indians   | 75 | 32  | 59     | 91    |
| Pierre Laganiére | Providence Reds       | 75 | 25  | 61     | 87    |
| Barry Merrell    | Rochester Americans   | 74 | 44  | 41     | 85    |
| Jerry Holland    | Providence Reds       | 67 | 44  | 35     | 79    |
| René Drolet      | Virginia Wings        | 72 | 26  | 52     | 78    |
| Dave Hynes       | Rochester Americans   | 59 | 42  | 35     | 77    |
| Tom Colley       | New Haven Nighthawks  | 76 | 29  | 47     | 76    |
| Don Howse        | Nova Scotia Voyageurs | 68 | 30  | 43     | 73    |
|                  |                       |    |     |        |       |

Classifica portieri
| Giocatore        | Squadra               | PG | MGS  |  |
| ---------------- | --------------------- | -- | ---- |  |
| Ed Walsh         | Nova Scotia Voyageurs | 46 | 2.77 |  |
| Dave Reece       | Rochester Americans   | 42 | 2.92 |  |
| Bob Sneddon      | Rochester Americans   | 35 | 3.14 |  |
| Dave Elenbaas    | Nova Scotia Voyageurs | 30 | 3.15 |  |
| Doug Grant       | Virginia Wings        | 35 | 3.21 |  |
| Rick Charron     | Springfield Indians   | 42 | 3.24 |  |
| Curt Ridley      | Providence Reds       | 57 | 3.27 |  |
| Steve Rexe       | Springfield Indians   | 41 | 3.44 |  |
| Lynn Zimmerman   | Baltimore Clippers    | 40 | 3.55 |  |
| Terry Richardson | Virginia Wings        | 30 | 3.57 |  |
|                  |                       |    |      |  |

## Playoff
|  | Primo turno | Primo turno           | Primo turno         |                      |                     | Semifinali           | Semifinali | Semifinali |  |  | Calder Cup | Calder Cup          | Calder Cup |
|  |             |                       |                     |                      |                     |                      |            |            |  |  |            |                     |            |
|  | N1          | Providence Reds       | 2                   |                      |                     |                      |            |            |  |  |            |                     |            |
|  | N4          | Springfield Indians   | 4                   |                      |                     |                      |            |            |  |  |            |                     |            |
|  | N4          | Springfield Indians   | 4                   |                      | N4                  | Springfield Indians  | 4          |            |  |  |            |                     |            |
|  |             |                       |                     |                      | N4                  | Springfield Indians  | 4          |            |  |  |            |                     |            |
|  |             | N2                    | Rochester Americans | 2                    |                     |                      |            |            |  |  |            |                     |            |
|  | N2          | N2                    | Rochester Americans | 2                    | Rochester Americans | 4                    |            |            |  |  |            |                     |            |
|  | N2          |                       |                     |                      | Rochester Americans | 4                    |            |            |  |  |            |                     |            |
|  | N3          | Nova Scotia Voyageurs | 2                   |                      |                     |                      |            |            |  |  |            |                     |            |
|  |             |                       |                     |                      |                     |                      |            |            |  |  | N4         | Springfield Indians | 4          |
|  |             |                       | N5                  | New Haven Nighthawks | 1                   |                      |            |            |  |  |            |                     |            |
|  | S1          | Virginia Wings        | 1                   |                      |                     |                      |            |            |  |  |            |                     |            |
|  | N5          | New Haven Nighthawks  | 4                   |                      |                     |                      |            |            |  |  |            |                     |            |
|  | N5          | New Haven Nighthawks  | 4                   |                      | N5                  | New Haven Nighthawks | 4          |            |  |  |            |                     |            |
|  |             |                       |                     |                      | N5                  | New Haven Nighthawks | 4          |            |  |  |            |                     |            |
|  |             | S3                    | Hershey Bears       | 1                    |                     |                      |            |            |  |  |            |                     |            |
|  | S2          | S3                    | Hershey Bears       | 1                    | Richmond Robins     | 3                    |            |            |  |  |            |                     |            |
|  | S2          |                       |                     |                      | Richmond Robins     | 3                    |            |            |  |  |            |                     |            |
|  | S3          | Hershey Bears         | 4                   |                      |                     |                      |            |            |  |  |            |                     |            |

## Premi AHL
- Calder Cup: Springfield Indians
- F. G. "Teddy" Oke Trophy: Providence Reds
- John D. Chick Trophy: Virginia Wings
- Dudley "Red" Garrett Memorial Award: Jerry Holland (Providence Reds)
- Eddie Shore Award: Joe Zanussi (Providence Reds)
- Harry "Hap" Holmes Memorial Award: Ed Walsh e Dave Elenbaas (Nova Scotia Voyageurs)
- John B. Sollenberger Trophy: Doug Gibson (Rochester Americans)
- Les Cunningham Award: Doug Gibson (Rochester Americans)
- Louis A. R. Pieri Memorial Award: John Muckler (Providence Reds)

### Vincitori
| Springfield Indians | Portieri: Rick Charron, Steve Rexe Difensori: Murray Flegel, Tim Jacobs, Roger Lemelin, Ken Murray, Paul Shakes, Jim Witherspoon Attaccanti: Dennis Abgral, Tom Cassidy, Peter Harasym, Mark Heaslip, Phil Hoene, Dale Lewis, Ernie Moser, Jim Nichols, Jim Peters, Bob Poffenroth, Lorne Stamler, Mike Usitalo Allenatore: Ron Stewart |

### AHL All-Star Team
First All-Star Team
- Attaccanti: Jerry Holland • Doug Gibson • Pierre Laganiére
- Difensori: Joe Zanussi • Rick Chartraw
- Portiere: Ed Walsh

Second All-Star Team
- Attaccanti: Alain Langlais • Pete Sullivan • Hartland Monahan
- Difensori: Billy Plager • Rick Pagnutti
- Portiere: Dave Reece